# Референдумы в Швейцарии (1882)
Референдумы в Швейцарии проходили 30 июля и 26 ноября 1882 года . На июльских референдумах по авторскому праву и мерах против эпидемий оба предложения были отвергнуты. На ноябрьском референдуме по исполнению Статьи 27 Конституции предложение также было отклонено 64,9% голосов избирателей.

## Избирательная система
Референдум по авторскому праву был обязательным, для его одобрения было необходимо двойное большинство. Два других референдума были факультативными и требовал для одобрения лишь большинство голосов избирателей.

## Результаты

### Авторское право
| Выбор                                | Общее голосование | Общее голосование | Кантоны | Кантоны | Кантоны |
| Выбор                                | Голосов           | %                 | Полных  | Полу-   | Всего   |
| ------------------------------------ | ----------------- | ----------------- | ------- | ------- | ------- |
| За                                   | 141 616           | 47,5              | 7       | 1       | 7,5     |
| Против                               | 156 658           | 52,5              | 12      | 5       | 13,5    |
| Недействительных/пустых бюллетеней   |                   | –                 | –       | –       | –       |
| Всего                                | 298 274           | 100               | 19      | 6       | 22      |
| Зарегистрированных избирателей/ Явка | 635 249           |                   | –       | –       | –       |
| Источник: Nohlen & Stöver            |                   |                   |         |         |         |

### Меры против эпидемий
| Выбор                                | Голосов | %    |
| ------------------------------------ | ------- | ---- |
| За                                   | 68 027  | 21,1 |
| Против                               | 254 340 | 78,9 |
| Недействительных/пустых бюллетеней   |         | –    |
| Всего                                | 322 367 | 100  |
| Зарегистрированных избирателей/ Явка | 635 249 |      |
| Источник: Nohlen & Stöver            |         |      |

### Статья 27 Конституции
| Выбор                                | Голосов | %    |
| ------------------------------------ | ------- | ---- |
| За                                   | 172 010 | 35,1 |
| Против                               | 318 139 | 64,9 |
| Пустых бюллетеней                    |         | –    |
| Недействительных бюллетеней          | 4 829   | –    |
| Всего                                |         | 100  |
| Зарегистрированных избирателей/ Явка | 648 000 |      |
| Источник: Nohlen & Stöver            |         |      |